# Lê Đức Mao
Lê Đức Mao (1462-1529) là danh sĩ thời Lê sơ trong lịch sử Việt Nam.

## Tiểu sử
Lê Đức Mao sinh năm Nhâm Ngọ (1462) tại phường Đông Ngạc, huyện Từ Liêm, tỉnh Hà Đông (nay là quận Bắc Từ Liêm, thành phố Hà Nội).
Về sau, ông dời sang cư ngụ ở xã Dương Hối, huyện Yên Lãng, tỉnh Vĩnh Yên (nay thuộc tỉnh Vĩnh Phúc).
Năm Giáp Tý (1504) đời vua Lê Uy Mục, ông thi đỗ Hương cống (Cử nhân) lúc 42 tuổi. Năm sau (1505), ông thi đỗ Tiến sĩ, nhưng không ra làm quan.
Năm Kỷ Sửu (1529), Lê Đức Mao mất, thọ 67 tuổi.
Ông nổi tiếng về tài văn chương. Thơ văn ông nặng phần trào lộng, châm biếm. Với ngôn ngữ sắc bén khiến giới cầm quyền đương thời oán ghét.

## Tác phẩm
Tác phẩm của Lê Đức Mao hiện chỉ còn Bát giáp thưởng đào văn (Nghĩ hộ tám giáp giải thưởng hát ả đào) bằng quốc âm (chữ Nôm), viết trước 1504, khi ông còn ở Từ Liêm. Đây là một bài ca trù cổ nhất còn lại hiện nay, viết để ả đào hát trong hội xuân, tế thần cầu phúc; gồm 128 câu, 9 đoạn, phối hợp các thể thơ song thất lục bát. Lời văn lưu loát, tuy có nhiều điển cố, sáo ngữ .
Trong quyển Thi văn Việt Nam của GS. Hoàng Xuân Hãn có trích 3 đoạn, kèm theo chú thích và biện minh đại ý.
Theo GS. Phạm Thế Ngũ, thì qua áng văn này cho người đọc "thấy điệu song thất lục bát lúc manh nha, đồng thời cũng cho thấy tục hát ả đào đã có từ thời Lê".

## Sách tham khảo
- Nhiều người soạn, Từ điển bách khoa Việt Nam, mục từ: "Lê Đức Mao" (bản điện tử).
- Phạm Thế Ngũ, Việt Nam văn học sử giản ước tân biên (Quyển 2). Quốc học tùng thư xuất bản, Sài Gòn, 1963.
- Nguyễn Q. Thắng-Nguyễn Bá Thế, Từ điển nhân vật lịch sử Việt Nam. Nhà xuất bản Khoa học xã hội, Hà Nội, 1992.